# Spartina bakeri
Spartina bakeri là một loài thực vật có hoa trong họ Hòa thảo. Loài này được Merr. miêu tả khoa học đầu tiên năm 1902.